# سیارک ۱۶۹۵
سیارک ۱۶۹۵ (به انگلیسی: 1695 Walbeck، نامگذاری:1941UO) هزار و ششصد و نود و پنجمین سیارک کشف شده‌است که در ۱۵ اکتبر ۱۹۴۱ کشف شد.
قدر مطلق سیارک برابر ۱۲٫۴۰ است.